# Kesteven

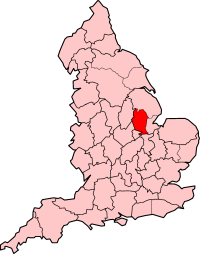
Die Grafschaft Kesteven von 1888 bis 1974

Kesteven ist eines der traditionellen Gebiete der Grafschaft Lincolnshire in England. Die anderen Gebiete sind Holland und Lindsey. 
Kesteven war von 1888 bis 1974 eine Verwaltungsgrafschaft. Diese wurde sodann ebenso wie die Verwaltungsgrafschaften Lindsey und Holland aufgelöst; dafür erhielt die traditionelle Grafschaft Lincolnshire nun erstmals den Status einer Verwaltungsgrafschaft. Der Name ist in den neuen Distrikten North Kesteven und South Kesteven erhalten geblieben. 
Kesteven liegt im Südwesten von Lincolnshire. Hierzu gehören die Orte:
- Bourne
- Bracebridge
- Grantham
- Ruskington
- Sleaford
- Stamford

Kesteven war traditionell in sog. wapentakes unterteilt: Aswardhurn, Aveland, Beltisloe, Boothby-Graffo, Flaxwell, Langoe, Loveden, Ness und Winnibriggs and Threo.  
Koordinaten: 52° 55′ N, 0° 38′ W